# 阿尔塔维拉米利恰
阿尔塔维拉米利恰（義大利語：Altavilla Milicia），是意大利西西里大区巴勒莫广域市的一个市镇。总面积23.79平方公里，人口7043人，人口密度296.0人/平方公里（2009年）。ISTAT代码为082004。